# Yalnızdam, Elmalı
Yanlızdam là một xã thuộc huyện Elmalı, tỉnh Antalya, Thổ Nhĩ Kỳ. Dân số thời điểm năm 2011 là 300 người.